# Wojska pancerne Jugosławii (do 1941)
Wojska pancerne Jugosławii do 1941 roku

## Historia
Genezę jugosłowiańskich wojsk pancernych stanowił pluton samochodów pancernych sformowany w 1917 r. w składzie armii Królestwa Serbii. Składał się z 2 pancerek Peugeot i 2 Mgebrow-Renault. Działał początkowo wraz z siłami alianckimi we froncie salonickim, zaś w 1918 r. w Serbii.
Po utworzeniu Królestwa Serbów, Chorwatów i Słoweńców władze jugosłowiańskie w 1919 r. prowadziły rozmowy z Francuzami w sprawie zakupu czołgów i wyszkolenia żołnierzy. W rezultacie w 1920 r. pierwsza grupa Jugosłowian przeszła przeszkolenie pancerne w ramach francuskiej 303 kompanii pancernej 17 Dywizji Kolonialnej, stacjonującej w okupowanym Stambule. Takie szkolenia trwały nieprzerwanie do 1930 r. (później odbywały się we Francji).
W latach 1920–1924 armia jugosłowiańska otrzymała od strony francuskiej 21 lub mniej lekkich czołgów FT-17 zarówno w wariancie z karabinem maszynowym, jak i działkiem. Znajdowały się one jednak w złym stanie technicznym, dlatego użyto ich jedynie do celów szkoleniowych. W 1930 r. zakupiono we Francji 2 samochody pancerne, zaś we Włoszech 1, które jako pluton pancerek podporządkowano następnie szkole kawalerii w Zemunie. Na pocz. 1931 r. 10 FT-17, które znajdowały się w najlepszym stanie technicznym, zgrupowano w kompanię maszyn bojowych. Stacjonowała ona w Kragujevacu. Okazało się szybko, że czołgi pomimo wszystko nie posiadają już walorów bojowych. W rezultacie w lipcu 1931 r. oddział został rozformowany. Czołgi przekazano szkole piechoty i artylerii w Kalinoviku.
W 1932 r. Jugosławia zakupiła od Polski 7 FT-17 wraz z dużą ilością części zapasowych, zaś od Francji kolejnych 20 FT-17, w tym część w wersji zmodernizowanej M28 Renault-Kegresse. W 1936 r. utworzono batalion wozów bojowych w składzie trzech kompanii pancernych i czwartej, pełniącej rolę parku maszynowego. Liczebność wynosiła ok. 355 żołnierzy z 36 czołgami, 34 samochodami ciężarowymi i specjalistycznymi oraz 14 motocyklami z przyczepką. Batalion był podporządkowany bezpośrednio ministerstwu wojny (w razie wojny przechodził pod zwierzchnictwo najwyższego dowództwa armii jugosłowiańskiej). Jego pododdziały rozmieszczono w różnych miejscowościach: sztab 1 kompania i kompania pomocnicza w Belgradzie, 2 kompania w Zagrzebiu, zaś 3 kompania w Sarajewie. Taktyka użycia czołgów w armii jugosłowiańskiej polegała na wykorzystywaniu ich jedynie w natarciu piechoty jako wsparcie ogniowe.
Jugosłowianie zamierzali w najbliższym czasie sformować jeszcze dwa bataliony średnich czołgów (66 maszyn), batalion lekkich czołgów i szwadron „lekkich czołgów kawaleryjskich” z 8 maszyn. Ostatecznie w 1938 r. miało być osiem batalionów pancernych (272 czołgi) – po jednym dla każdej armii i batalion ciężkich czołgów (36 maszyn) jako rezerwa strategiczna. W ramach tego projektu w Czechosłowacji zakupiono w 1937 r. 8 tankietek Skoda T-32 (uzbrojone w działko 37 mm i karabin maszynowy 7,92 mm), z których powstał samodzielny szwadron podporządkowany dowództwu kawalerii. Stacjonował w rejonie Belgradu, zaś w lutym 1941 r. został przeniesiony do szkoły kawalerii w Zemunie. Szwadron stał się najlepszym oddziałem pancernym armii jugosłowiańskiej. Brał udział we wszystkich manewrach wojskowych.
Na pocz. 1940 r. jugosłowiańska delegacja wojskowa podpisała umowę z Francuzami na zakup 54 czołgów lekkich Renault R-35, które miały zastąpić przestarzałe FT-17. W kwietniu tego roku maszyny dostarczono do Jugosławii. Weszły one w skład 2 batalionu maszyn bojowych. Na jego czele stanął mjr Danilo Zobienica. Batalion składający się ze starych FT-17 otrzymał numer 1. Według części źródeł numeracja oddziałów była odwrotna. W grudniu 1940 r. opracowano stany organizacyjne dla batalionów pancernych. Składały się one ze sztabu (51 żołnierzy, 2 lekkie samochody, 3 samochody ciężarowe i 3 motocykle) i trzech kompanii pancernych po cztery plutony (3 czołgi w plutonie + czołg rezerwowy na kompanię). Kompanie liczyły po 87 żołnierzy z 13 czołgami, 1 lekkim samochodem, 9 samochodami ciężarowymi i specjalistycznymi i 3 motocyklami). Była jeszcze kompania pomocnicza (143 żołnierzy, 11 „rezerwowych” czołgów, 2 lekkie samochody, 19 samochodów ciężarowych i specjalistycznych oraz 5 motocyklów).
27 marca 1941 r. batalion pancerny czołgów R-35 i szwadron tankietek T-32 odegrały ważną rolę podczas puczu wojskowego grupy wyższych oficerów z gen. D. Simoviciem na czele, ochraniając przejęcie ważniejszych obiektów w Belgradzie. Po jego zakończeniu mjr D. Zubienica objął funkcję adiutanta króla Piotra II, zaś jego batalion pancerny pozostał formalnie bez dowódcy.
Przed wybuchem wojny z Niemcami Jugosłowianie prowadzili rozmowy w sprawie zakupu w Polsce czołgów lekkich 7TP, zaś w ZSRR BT-7. Jednakże z powodu rozpoczęcia działań wojennych nie zostały one doprowadzone do końca. Podczas walk w kwietniu 1941 r. wszystkie czołgi M.28 Renault-Kegresse i część FT-17 została zniszczonych w walkach w rejonie miejscowości Bačka Topola i w Macedonii. Szwadron tankietek T-32 wojska niemieckie rozbiły nad rzeką Ralja. Kilka maszyn Niemcy zdobyli, po czym używali z oznaczeniem PzKpfW 732 (j).